# Symmachia nemesis
Symmachia nemesis är en fjärilsart som beskrevs av Rebillard 1958. Symmachia nemesis ingår i släktet Symmachia och familjen Riodinidae. Inga underarter finns listade i Catalogue of Life.